# 上山英一郎
上山 英一郎（うえやま えいいちろう、1862年8月30日〈文久2年8月6日〉 - 1943年〈昭和18年〉9月7日）は、日本の実業家、篤農家、名望家。蚊取線香の発明者。また、「金鳥」の商標で知られる大日本除虫菊の創業者。向島亀森八幡神社「除虫菊神社」の祭神。ユーゴスラビア王国名誉領事。前名・秀之助。

## 経歴
1862年（文久2年）、紀伊国有田郡山田原村（現・和歌山県有田市）の蜜柑農家に生まれる。上山長八の四男で先代彌兵衛の養子となり、1878年、家督を相続し前名秀之助を改めた。上山家は日本有数の蜜柑農家であり、上山家の蜜柑は紀州山勘蜜柑（当主が上山勘太郎と称していたため）と呼ばれていた。
16歳の時に上京して神田の進徳館に入り学を修めて後、立教学校（現・立教大学）に転じて英国人に就いて語学を学び、さらに慶應義塾に教育を受けた。しかし病気になり、涙を飲んで帰郷した。病が癒えると再度上京し勉学を切願したが、近親者が許さなかったので、方向を転じて「産業界に貢献しよう」と深く決意した。
1885年、サンフランシスコで植物の販売を行う植物輸入会社を営むH・E・アモアが、福澤諭吉の紹介状を携え、日本の珍しい植物を求めて上山の農家を訪ねた。上山はアモアに蜜柑、竹、棕櫚、葉蘭、秋菊などを進呈し、その見返りとしてビュハークという除虫菊の種子を譲り受けることとなる。翌1886年より上山は除虫菊の種子の栽培研究を開始した。
1887年、除虫菊の栽培に成功した上山は、全国各地を講演して回り、この種の普及に努めた。1890年、仏壇の線香からヒントを得、持続時間1時間ほどの棒状の蚊取り線香を考案、発売する。1895年、妻・ゆきの「渦巻き型にすればよいのでは」というアイデアに着想を得て、蚊取り線香の改良に着手、1902年に日本初の渦巻き型蚊取り線香を発売開始した。1919年、大日本除虫菊株式会社を設立。1929年、大阪駐在ユーゴスラビア名誉領事に任命された。1943年（昭和18年）9月7日、死去。享年82。

## 人物
趣味は書画、骨董。宗教は浄土宗。和歌山県在籍で、住所は和歌山県有田郡保田村。
英一郎は遺徳を称えられ、除虫菊神社に神として祀られている、所在地は広島県尾道市向島町名郷丸の亀森八幡神社境内、創建は1930年（昭和5年）、英一郎の存命中であった。1886年（明治19年）に英一郎が初めて除虫菊を植えたのが向島の干汐であるためここが選ばれた。現在でも毎年5月8日に例祭が営まれている。

## 受章
- 1910年、藍綬褒章[5][6][7]
- 1943年、勲六等瑞宝章

## 家族・親族
上山家
英一郎の長男・英之助は、先代勘太郎の養子となり、1908年、上山家15代の家督を相続。1942年、社長を務めていた勘太郎は、東南アジアに出張中、シンガポールで航空機事故のため死去した。1943年、副社長を務めていた英一郎の三男・英夫は勘太郎を襲名し、社長に就任した。
- 父・長八[5][6]
- 姉・てい（1851年 - ?、和歌山、玉置傳三郎の母）[5][6]
- 妹・ひさ（1867年 - ?、和歌山、御前喜八郎の妻）[5][6]
- 妻・ゆき（1862年 - ?、和歌山、上山市郎兵衛の養叔母）[5][6]
- 長男・十五代勘太郎（1889年 - 1942年、前名は英之助、大日本除蟲菊社長）
- 二男・英三（1893年 - 1981年、台湾銀行頭取）
  - 同妻・英子（1893年 - ?、松波仁一郎の四女）[11]
- 三男・十六代勘太郎（1899年 - 1984年、前名は英夫、大日本除虫菊社長） 

  - 同妻・昌子
  - 同養子・直武（1924年 - 1997年、長女の夫）
  - 同長女・同二女
  - 同長男・英介（1937年 - 2015年）

系譜
```
━英一郎┳勘太郎
　　　　┣英三
　　　　┗英夫

```

親戚
- 上山市郎兵衛（南海水力電気社長）
- 上山薫（内外除蟲菊社長）
- 山口孫七（紀伊貯蓄銀行頭取）